# Martiros Saryan
Martiros Saryan (em armênio/arménio:  Մարտիրոս Սարյան; em russo:  Мартиро́с Сарья́н; 28 de fevereiro de 1880 - 5 de maio de 1972) foi um pintor armênio, fundador de uma moderna escola nacional de pintura na Arménia. 

## Biografia
Nasceu em uma família arménia em Naquichevão do Dom (agora parte de Rostóvia do Dom, Rússia). Em 1895, com 15 anos, se formou na escola de Naquichevão e de 1897 a 1904 estudou na Escola de Artes de Moscou, inclusive nos workshops of Valentin Serov e Konstantin Korovin. Foi fortemente influenciado pelo trabalho de Paul Gauguin e Henri Matisse. Teve seus trabalhos exibidos na Blue Rose, em Moscou.     
Visitou a Armenia pela primeira vez em 1901, quando fazia parte do Império Russo, quando compôs suas primeiras pinturas representando paisagens da Arménia: Makravank, 1902; Aragats, 1902; Buffalo. Sevan, 1903; Tarde no Jardim, 1903; Em um vilarejo armênio, 1903, etc., que foram muito elogiadas pela imprensa de Moscou.
De 1910 a 1913, viajou extensivamente pela Turquia, Egito e Irão. Em 1915 foi até Valarsapate para ajudar refugiados que fugiam do Genocídio armênio durante o Império Otomano. Em 1916 viajou até Tbilisi, onde se casou com Lusik Agayan. Foi ali onde ajudou a organizar a Sociedade de Artistas Arménios.
Após a tomada do poder pelos bolcheviques em 1917, ele foi morar com a família na Rússia. Em 1921, eles se mudaram para a Armênia 
De 1926 até 1928 viveu e trabalhou em Paris, mas a maioria das obras desse período foi destruída por um incêndio a bordo do barco em que ele retornou à União Soviética. De 1928 até a sua morte, Saryan viveu na Arménia Soviete
Nos anos difíceis da década de 1930, ele se dedicou principalmente à pintura de paisagem e também a retratos. Ele também foi escolhido como deputado do Supremo Soviete da URSS e recebeu três vezes a Ordem de Lenin e outros prêmios e medalhas. Ele foi membro da Academia de Arte da URSS (1974) e da Academia Armênia de Ciências (1956).
Saryan morreu em Erevã em 5 de Maio de 1972. Sua antiga casa em Erevã é agora um museu dedicado ao seu trabalho, com centenas de itens em exibição. Ele foi enterrado em Erevã no Panteão ao lado de Komitas Vardapet.

## Galeria

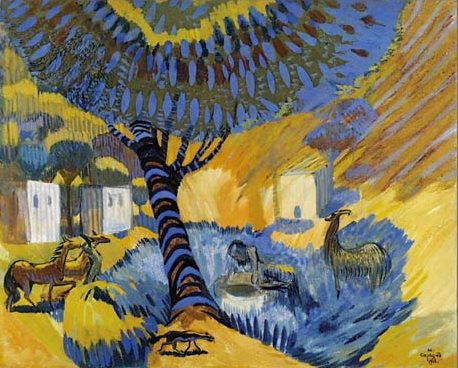
Pelo Poço. Dia Quente (1908)
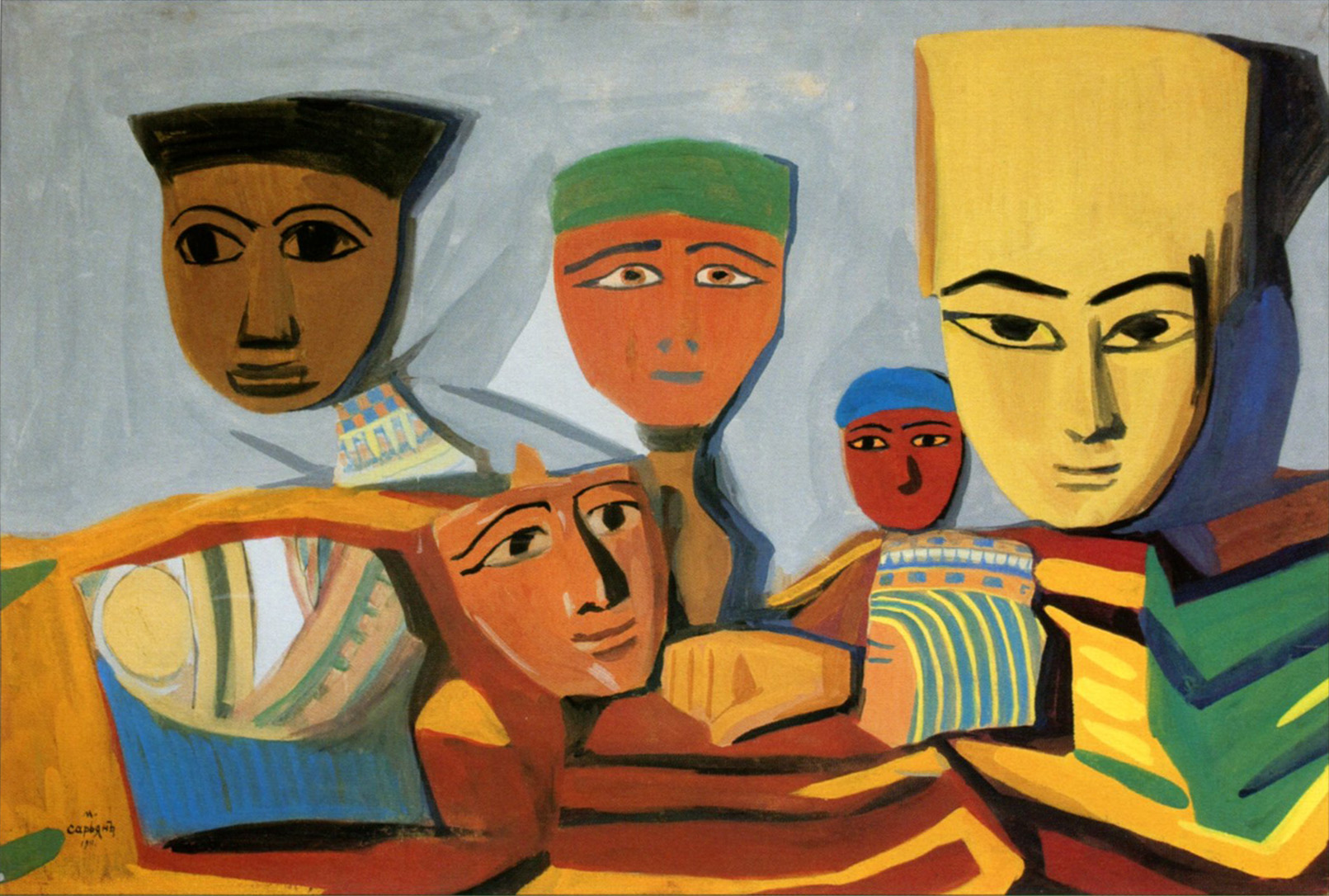
Máscaras Egípcias, (1911)
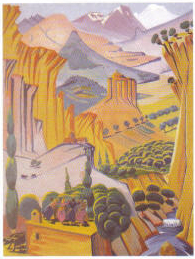
Cartão Postal
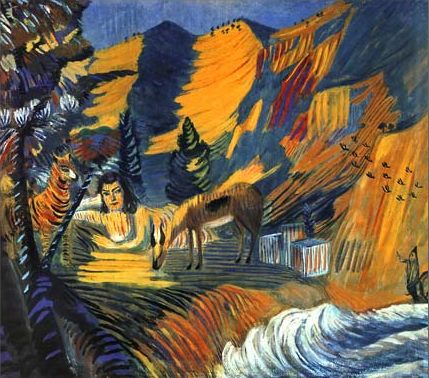
Pelo Mar. Esfinge (1908)
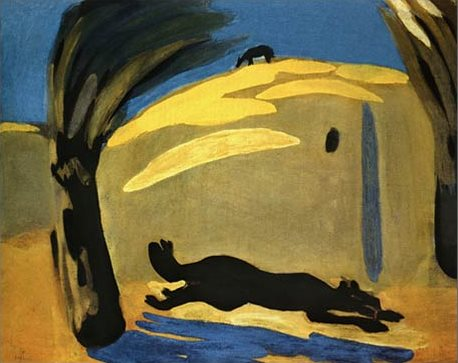
'Cão Correndo' (1909)
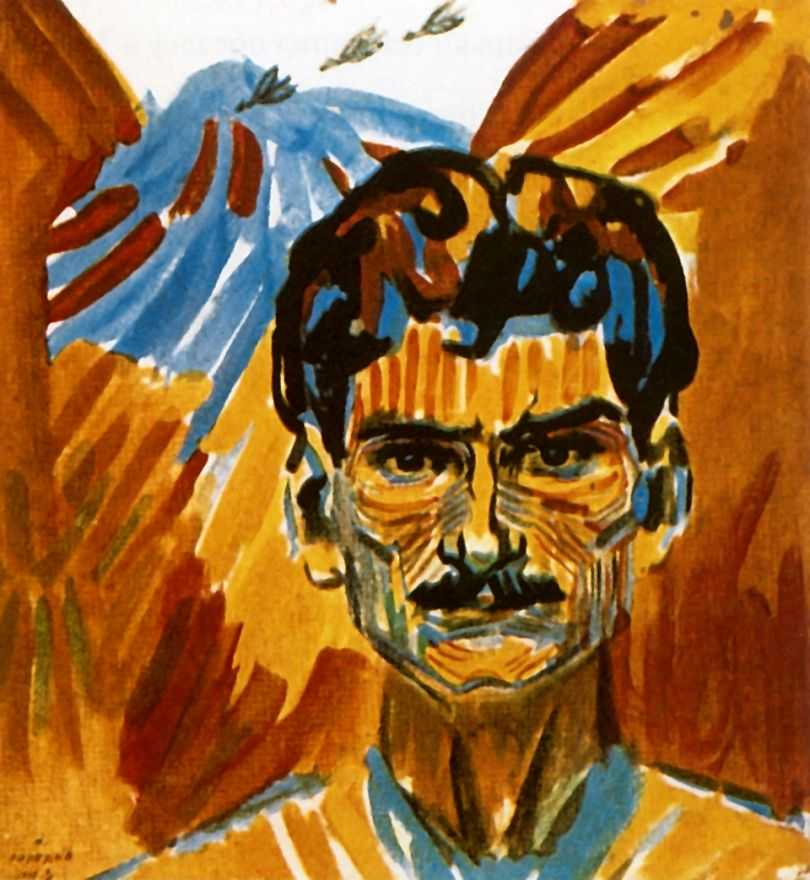
Autorretrato (1907)
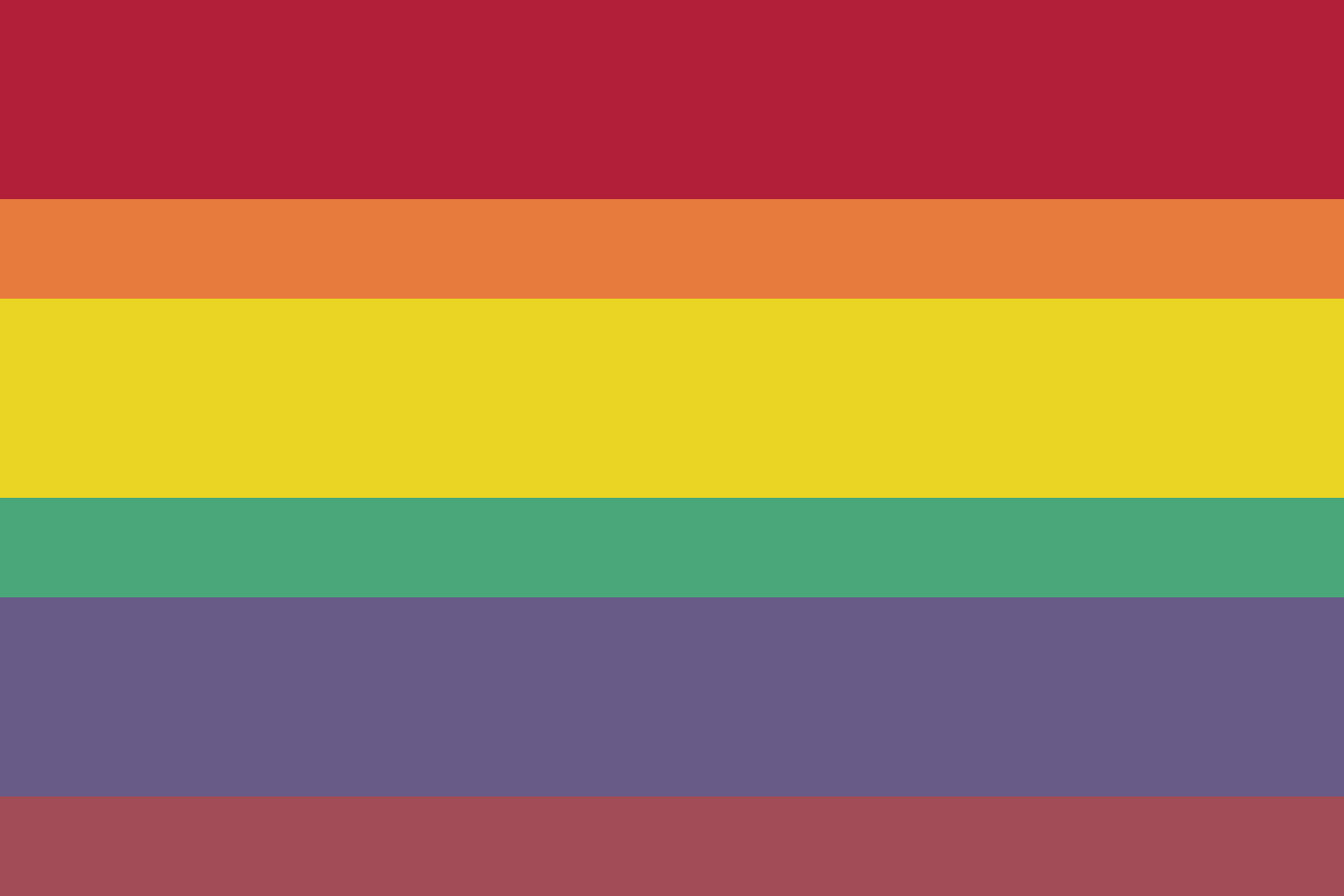
Bandeira proposta por Saryan para a primeira República Armênia